# Roland Kirchler
Roland Kirchler (Innsbruck, 29 settembre 1970) è un allenatore di calcio, dirigente sportivo ed ex calciatore austriaco, di ruolo centrocampista.

## Palmarès

### Giocatore

#### Competizioni nazionali
- Campionato austriaco: 3

Tirol Innsbruck: 1999-2000, 2000-2001, 2001-2002